# Documenta Balear
Edicions Documenta Balear es una editorial independiente, fundada en 1991 a partir de la productora de ediciones del mismo nombre. Tiene su sede social en la calle Sant Miquel, 5, 1.º, 07002 de Palma de Mallorca (Baleares).
Su línea editorial está centrada en la divulgación de la historia de las Islas Baleares, el ensayo y la investigación académica. Son un ejemplo de ello las colecciones «Menjavents», «Quaderns d'Història Contemporània de les Balears», «La Guerra Civil a Mallorca, Poble a Poble» y «Arbre de Mar».
En 1998 la editorial inauguró dos colecciones más que pretenden, por un lado, dar a conocer nuevos valores de la literatura catalana («Magatzem Can Toni») y, por otro, editar en lengua catalana autores de la literatura mundial («Varoic»).
Posteriormente Documenta Balear ha diversificado y aumentado su oferta con nuevas colecciones: «Bri. Quaderns de Natura»; «Itineraris»; «El Bufador», libros acompañados de un CD; «Plecs de Cultura Popular»; «Quaderns de Gloses»; «Papers»; «Plural», en lenguas distintas al catalán, y «La Cantàrida», de poesía (asumida por la editorial Xicra desde 2012).
La editorial mantiene, asimismo, una línea específica de libros didácticos.
En el catálogo de su fondo editorial constan 826 títulos (octubre de 2021).
- Datos: Q8561417